# Hohneck
Hohneck je třetí nejvyšší vrchol pohoří Vogézy severozápadně od Mulhouse, ve Francii.
Na sever spadá strmými kuloáry a skalami, na jih mírnými a zalesněnými svahy. Na úbočí stojí skála Martinswand oblíbená mezi horolezci. Kuloáry jsou na jaře častým cílem lyžařů.